# Dicranomyia cretica
Dicranomyia cretica är en tvåvingeart som beskrevs av Mendl 1979. Dicranomyia cretica ingår i släktet Dicranomyia och familjen småharkrankar. Inga underarter finns listade i Catalogue of Life.